# Kevin Ollie

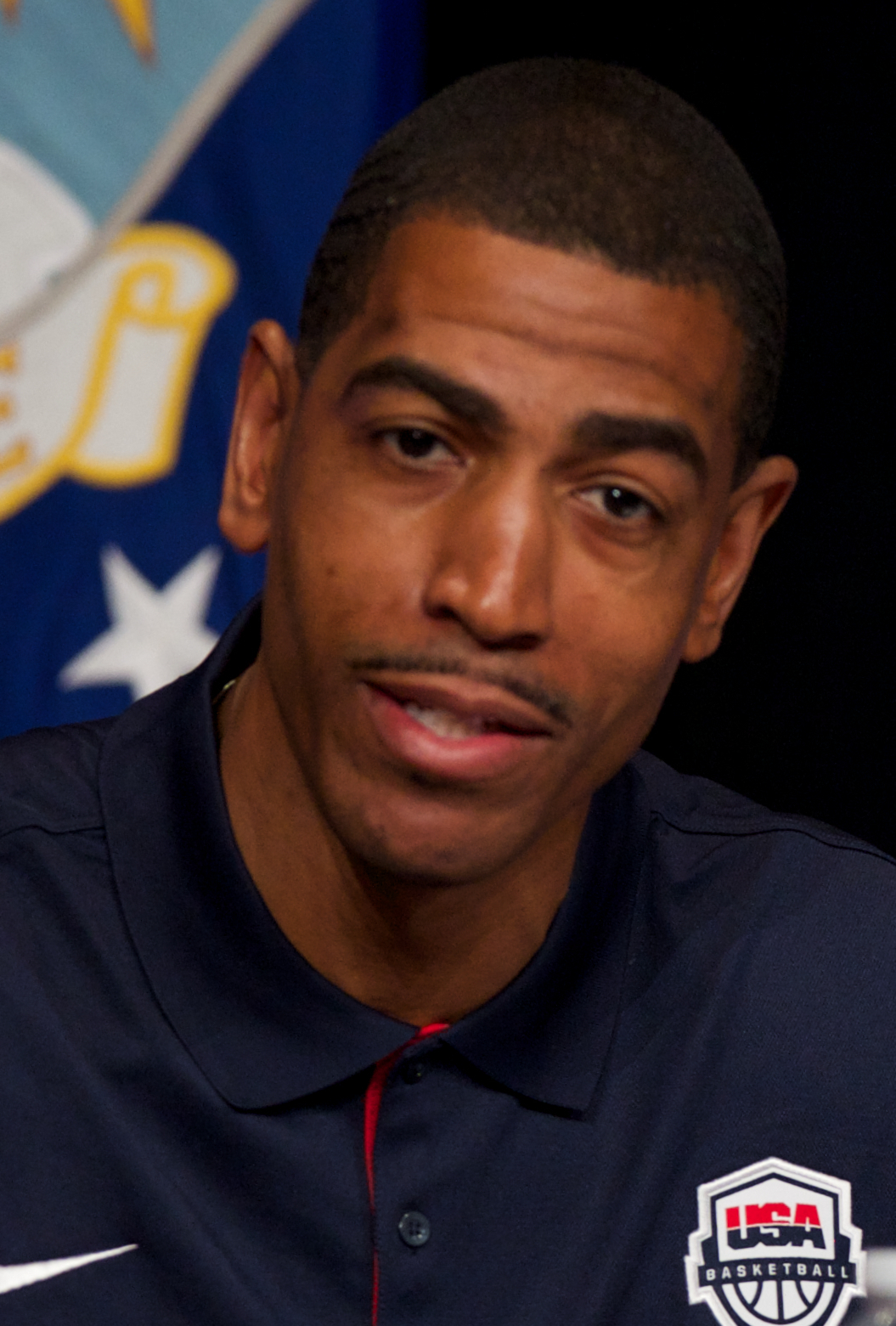
Kevin Ollie, 2014

Kevin Jermaine Ollie (* 27. Dezember 1972 in Dallas) ist ein US-amerikanischer Basketballtrainer und ehemaliger -spieler auf der Position des Point Guards.

## Laufbahn
Ollie wurde in Dallas (US-Bundesstaat Texas) geboren und wuchs im kalifornischen Los Angeles auf. Dort spielte er Basketball an der Crenshaw High School. Der 1,93 Meter große Ollie tat sich an der University of Connecticut zwischen 1991 und 1995 als Spielmacher mit gutem Auge für seine Nebenleute und als herausragender Verteidiger hervor. Insgesamt bestritt er 124 Partien für „UConn“, erzielte 6,7 Punkte pro Begegnung und bereitete je Spiel durchschnittlich fünf Korberfolge seiner Mannschaftskameraden vor. In zwei seiner vier Jahre an der University of Connecticut war er Mannschaftskapitän.
Ollie begann seine Karriere im Profilager 1995 bei der Mannschaft Connecticut Pride in der US-Liga Continental Basketball Association (CBA). Dort spielte er bis 1999, ab der Saison 1997/98 aber auch in der NBA.

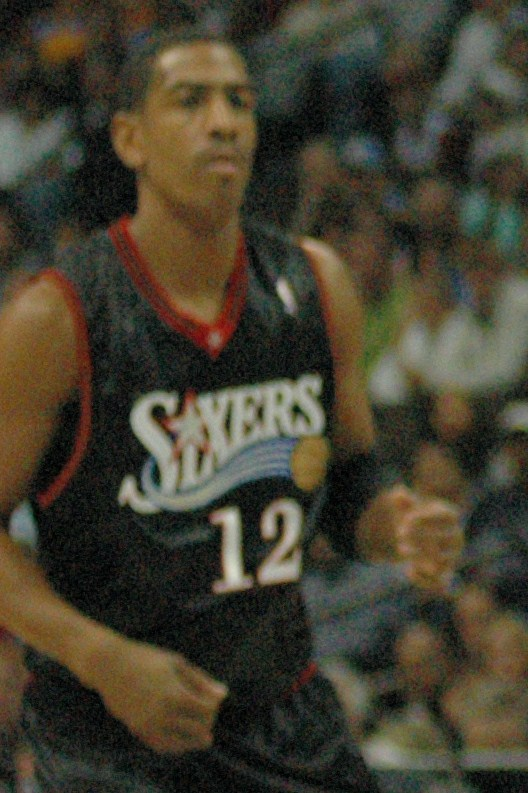
Ollie als Spieler der Philadelphia 76ers, 2007

In seiner letzten Saison als Berufsbasketballspieler stand Ollie 2009/10 an der Seite des jungen Kevin Durant bei den Oklahoma City Thunder unter Vertrag. In der NBA stand Ollie in insgesamt 704 Spielen auf dem Feld, spielte für die Dallas Mavericks, Orlando Magic, Sacramento Kings, Philadelphia 76ers, New Jersey Nets, Chicago Bulls, Indiana Pacers, Milwaukee Bucks, Seattle SuperSonics, Cleveland Cavaliers, Minnesota Timberwolves und Oklahoma City Thunder. Er spielte während seiner NBA-Zeit für Trainergrößen wie Chuck Daly, Don Nelson, Larry Brown und George Karl.
Im Anschluss an seine Spielerzeit wurde Ollie im Trainerstab der University of Connecticut Assistent von Jim Calhoun, unter dem er als Student selbst gespielt hatte. Als Calhoun im September 2012 seinen Rücktritt bekannt gab, wurde Ollie neuer Cheftrainer der Hochschulmannschaft. In der Saison 2013/14 führte Ollie „UConn“ zum Gewinn des Meistertitels in der ersten NCAA-Division. Zu Ollies Aufgebot, das die Meisterschaft gewann, zählten auch die Deutschen Niels Giffey und Leon Tolksdorf. Zusätzlich zu seinen Aufgaben an der University of Connecticut war Ollie im Jahr 2016 als Co-Trainer Mitglied des Stabs der U18-Nationalmannschaft der Vereinigten Staaten, die bei der Amerikameisterschaft ihrer Altersklasse in Chile Gold gewann.
Im März 2018 wurde Ollie als Cheftrainer von der Hochschulleitung entlassen, während ein Verfahren der NCAA gegen „UConn“ wegen möglicher Regelverstöße beim Anwerben von Spielern lief. Es kam zu einem Rechtsstreit um Gehaltszahlungen in Höhe von fast elf Millionen US-Dollar, in dessen Verlauf Ollie laut Gerichtsunterlagen aussagte, seine Entlassung fuße auf rassistischen Gründen, da sein Vorgänger Calhoun trotz Verstößen gegen die NCAA-Regeln nicht seines Amtes enthoben worden sei.
Im Juli 2019 belegte die NCAA Ollie mit einem dreijährigen Tätigkeitsverbot im College-Basketball, da er als Cheftrainer laut Urteil der Verantwortung, seinen Mitarbeiterstab zu überwachen, nicht gerecht geworden sei und er keine Atmosphäre geschaffen habe, die die Einhaltung von Regeln und Bestimmungen gefördert habe.
2021 gab er seine Rückkehr ins Basketballgeschäft bekannt, und zwar als Cheftrainer der neugegründeten Talentförderliga Overtime Elite (OTE) in Atlanta. 2023 wechselte er in die NBA und wurde Assistenztrainer bei den Brooklyn Nets. Als sich die Mannschaft im Februar 2024 von Cheftrainer Jacque Vaughn trennte, sprang Ollie bis zum Ende des Spieljahres 2023/24 als Übergangscheftrainer ein. Anschließend verließ Ollie die Mannschaft.